# NK Bršadin
NK Bršadin je nogometni klub iz Bršadina.
U funkciji kluba su selekcije: pionira, seniora i veterana. Seniorska ekipa se natječe u 1. ŽNL Vukovarsko-srijemskoj, dok veterani kluba sudjeluju u Nogometnoj ligi veterana ZVO-a.
Boje kluba su plavo-bijela (na pruge), a grb plavo-bijeli na pruge s oznakom lopte i godinom osnivanja.

## Povijest
Klub je osnovan 1928. godine, kada je prvu nogometnu loptu donio Vlado Rakić. Službena godina osnivanja je 1932. godina, a klub je nazvan "BSK" - Bršadinski sportski klub.
Osnivači kluba su: Vlado Rakić, Miloja Kozarac, Lazo Kozarac, Pero Lazic, Branko Kukić, Ignjat Pavlović, Teodor Savić, Novo Dragišić i Duško Radojčić.
Nakon 2. Svjetskog rata, 1947. godine. obnovljen je rad kluba, pod nazivom F.A.K. "Udarnik" koji je bio nogometna sekcija sportskog društva "Bršadin". To vrijeme je obilježio svojim radom legendarni Miloje Kozarac - Brato. Godine 1950. klub dobiva svoje današnje ime N.K. "Bršadin".
Od obnove 1947. do 1961. godine, član je osječkog nogometnog podsaveza. Do 1963. godine, klub se natjecao u prvenstvu Nogometnog podsaveza Vinkovci. U prvoj sezoni prvenstva novoosnovanog Nogometnog podsaveza Vukovar, 1963./64. klub osvaja prvo mjesto i igra finale kupa općine Vukovar.
Raspadom SFRJ, odnosno u razdoblju od 1993. do 1998. godine natječe se u prvenstvu Republike Srpske Krajine.
Mirnom reintegracijom, odnosno od 1998. godine se uključuje u hrvatska nogometna natjecanja. U inicijalnoj sezoni 1998./99. nastupa u 1. ŽNL Vukovarsko-srijemskoj, ali iz iste nakon te sezone ispada. Od sezone 1999./2000. do sezone 2008./09. član je 2. ŽNL Vukovarsko-srijemske. U sezoni 2009/10., nakon samo jedne sezone provedene u nižem rangu, NK Bršadin se osvajanjem 1. mjesta u 3. ŽNL Vukovarsko-srijemskoj, vraća u 2. ŽNL, gdje ostaje od tada. U sezoni 2016./17. osvaja prvo mjesto u 2. ŽNL, te se u sezoni 2017./18. natječe u 1. ŽNL.

### Plasmani kluba kroz povijest
| Sezona                                                 | Liga                                   | Plasman                      |
| ------------------------------------------------------ | -------------------------------------- | ---------------------------- |
| 1932. – 1941. Nije se natjecao u službenim prvenstvima |                                        |                              |
| 1941. – 1947. Nije djelovao                            |                                        |                              |
| 1947. – 1958. Prvenstvo nogometnog podsaveza Osijek    |                                        |                              |
| 1958./59.                                              | 1. razred NP Vinkovci                  | 3. mjesto                    |
| 1959./60.                                              | Grupno prvenstvo NP Vinkovci Grupa II  | 1. mjesto                    |
| 1960./61.                                              | Podsavezna nogometna liga NP Vinkovci  | 10. mjesto                   |
| 1961./62.                                              | Grupno prvenstvo NP Vinkovci           |                              |
| 1962./63.                                              | Grupno prvenstvo NP Vinkovci           |                              |
| 1963./64.                                              | Grupno prvenstvo NP Vinkovci           |                              |
| 1964./65.                                              | Prvenstvo nogometnog podsaveza Vukovar | 1. mjesto                    |
| 1987./88.                                              | 1. općinska nogometna liga Vukovar     | 12. mjesto                   |
| 1991./92.                                              | Klub nije djelovao zbog rata           | Klub nije djelovao zbog rata |
| 1992. – 1998. Prvenstvo Republike Srpske Krajine       |                                        |                              |
| 1998./99.                                              | 1. ŽNL Vukovarsko-srijemska Grupa A    | 14. mjesto                   |
| 1999./2000.                                            | 2. ŽNL Vukovarsko-srijemska            | 12. mjesto                   |
| 2000./01.                                              | 2. ŽNL Vukovarsko-srijemska            | 9. mjesto                    |
| 2001./02.                                              | 2. ŽNL Vukovarsko-srijemska Grupa A    | 15. mjesto                   |
| 2002./03.                                              | 3. ŽNL Vukovarsko-srijemska Grupa B    | 3. mjesto                    |
| 2003./04.                                              | 3. ŽNL Vukovarsko-srijemska Grupa B    | 2. mjesto                    |
| 2004./05.                                              | 3. ŽNL Vukovarsko-srijemska Grupa B    | 2. mjesto                    |
| 2005./06.                                              | 2. ŽNL Vukovarsko-srijemska Grupa A    | 11. mjesto                   |
| 2006./07.                                              | 2. ŽNL Vukovarsko-srijemska NS Vukovar | 10. mjesto                   |
| 2007./08.                                              | 2. ŽNL Vukovarsko-srijemska NS Vukovar | 10. mjesto                   |
| 2008./09.                                              | 2. ŽNL Vukovarsko-srijemska NS Vukovar | 12. mjesto                   |
| 2009./10.                                              | 3. ŽNL Vukovarsko-srijemska NS Vukovar | 1. mjesto                    |
| 2010./11.                                              | 2. ŽNL Vukovarsko-srijemska NS Vukovar | 6. mjesto                    |
| 2011./12.                                              | 2. ŽNL Vukovarsko-srijemska NS Vukovar | 3. mjesto                    |
| 2012./13.                                              | 2. ŽNL Vukovarsko-srijemska NS Vukovar | 5. mjesto                    |
| 2013./14.                                              | 2. ŽNL Vukovarsko-srijemska NS Vukovar | 2. mjesto                    |
| 2014./15.                                              | 2. ŽNL Vukovarsko-srijemska NS Vukovar | 5. mjesto                    |
| 2015./16.                                              | 2. ŽNL Vukovarsko-srijemska NS Vukovar | 2. mjesto                    |
| 2016./17.                                              | 2. ŽNL Vukovarsko-srijemska NS Vukovar | 1. mjesto                    |
| 2017./18.                                              | 1. ŽNL Vukovarsko-srijemska            |                              |